# Herbert Czichon

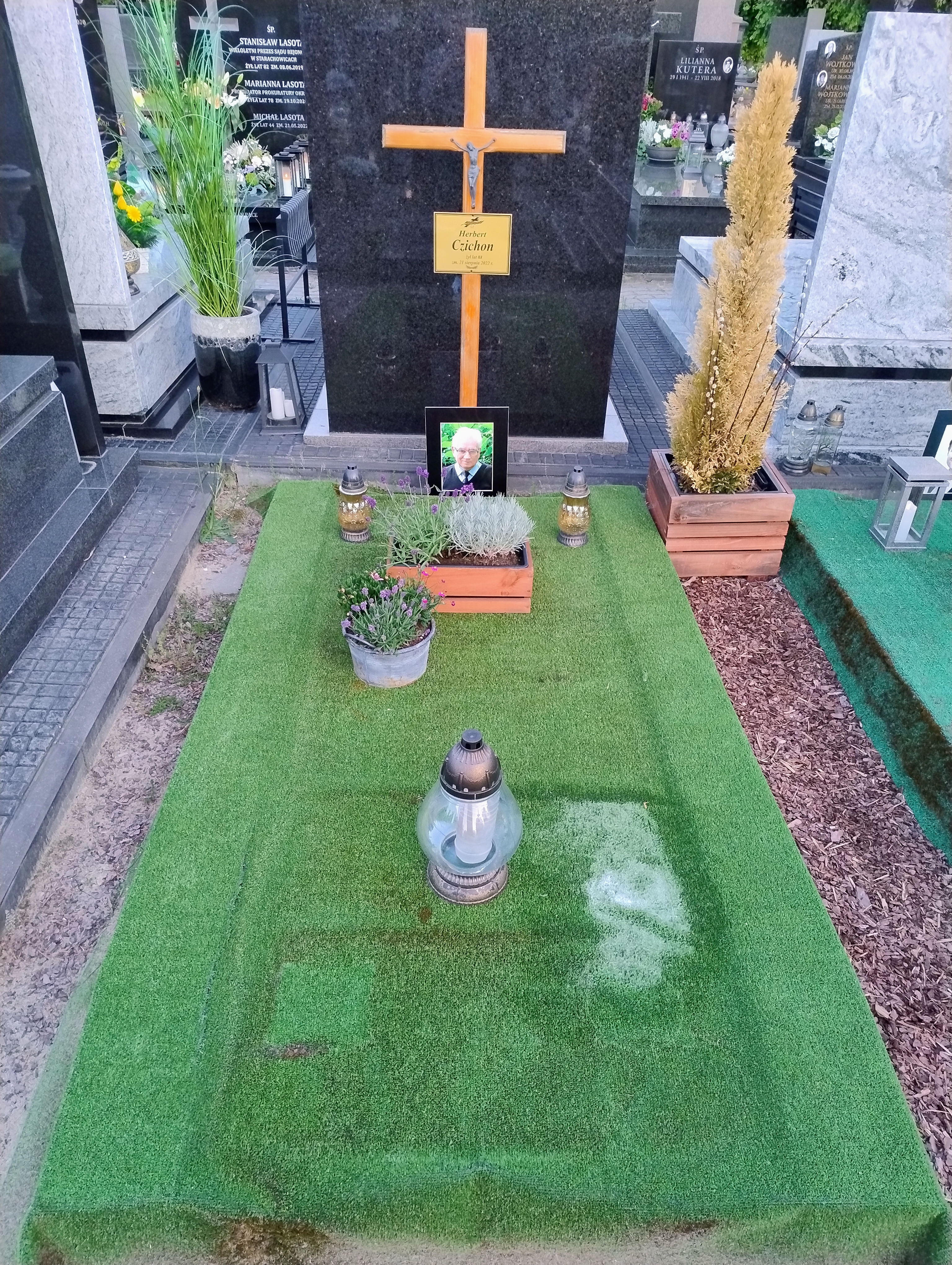
Grób Herberta Czichona

Herbert Józef Czichon (ur. 1 marca 1934 w Opolu, zm. 21 sierpnia 2022 w Piasecznie) – polski chemik, specjalista w zakresie poligrafii, profesor.

## Życiorys
W 1955 ukończył studia chemiczne na Uniwersytecie im. Adama Mickiewicza. W 1966 obronił pracę doktorską. W 1989 uzyskał tytuł profesora nadzwyczajnego nauk technicznych, a w 1997 tytuł profesora zwyczajnego.
Pracował w Instytucie Poligrafii na Wydziale Inżynierii Produkcji Politechniki Warszawskiej, a przez długi okres był też jego dyrektorem.
W 1999 „za wybitne zasługi w działalność na rzecz rozwoju polskiej poligrafii” został odznaczony Krzyżem Oficerskim Orderu Odrodzenia Polski.
Syn Aloizego i Agnieszki. Mąż Marii Czichon. Ojciec Tadeusza Czichona.
Pochowany na Cmentarzu w Marysinie Wawerskim.